# WAR OF BRAINS
『WAR OF BRAINS』（ウォー オブ ブレインズ）はタカラトミーより配信されていたスマートフォン用ゲームアプリ。デジタルカードゲーム(DCG)。サービス期間は2016年12月2日 - 2018年9月27日。基本プレイ無料（アイテム課金制）。

## 概要
タカラトミーとHobbyJAPANによる開発のデジタルカードゲーム。タカラトミーのTCGデュエル・マスターズやWIXOSS同様、対人戦が楽しめるゲームデザインがなされている。
最高レアリティのカードや一部の特殊なカードには固有のBGMが設定されており、場に出た際に音楽が変更される。第3弾拡張パックからはアーティストとのコラボレーションにより提供された楽曲も収録されている。
2017年8月8日にメジャーアップデートを実施し、『WAR OF BRAINS Re:Boot』へとリニューアルした。
2018年9月27日をもってサービス終了。

## 沿革
- 2016年12月2日 - iOS, Android版サービス開始
- 2017年3月23日 - 初の拡張パック「Bullets of Soul」実装[3]。
- 2017年7月14日 - WAR OF BRAINS Now WOB総合情報・攻略サイト公開。
- 2017年8月8日 - 第3弾拡張パック「Sword of Nemesis」実装。メジャーアップデートにより『WAR OF BRAINS Re:Boot』へリニューアル[1]。
- 2017年10月7日 - 初の賞金制大会「VICTOR」を開催[4]。
- 2018年2月1日 - 第4弾拡張パック「Riot for Freedom」実装[5]。
- 2018年4月26日 - 第5弾拡張パック「Force of Axion」実装。
- 2018年7月13日 - 最終弾となる第6弾拡張パック「Blaze of Starlight」実装。
- 2018年9月27日 - サービス終了。

## ストーリー
A.D. 2091、強国の戦争疲弊とコンピュータの発達により、紛争の勝敗を「国際電子裁判所」による「模擬実験」に委ねる条約が国連にて締結された。
時を同じくして、謎の企業「Godbook Inc.」が誕生。電子カードゲーム「WAR OF BRAINS」が発表された。
「国際電子裁判所」が「模擬実験」の要素の一つとして公開していた「The strategy」。
これが「WAR OF BRAINS」での各国の成績を参考にしているという噂が世界各国に爆発的に広がる。
各国は 「WAR OF BRAINS」での自国存在感を重視。軍事予算は「WAR OF BRAINS」に充てられ、強力なカードは裏社会の国際通貨となった。
戦争はカードゲームに形を変え、軍事力を持たない国に「WAR OF BRAINS」という武器を与えた。
電子戦争時代の始まりである。
(アプリストアの説明文より引用)

## ルール・システム
WAR OF BRAINSはターン制・ポイント制が採用されている (トレーディングカードゲーム#ルール上の共通点も参照)。 
プレイヤーはそれぞれ20のライフを持ち、互いに決められたポイント (メモリー) の制限内でカードを使用し、相手プレイヤーのライフを0にすることで勝利となる。両者のライフが同時に0となった場合は両者敗北となる。
プレイヤーは5つの国家の中から一つを選択し、40枚のカードで構築されたデッキを構築する。デッキ構築にはユニット、スペル、トラップの3種類を使用する。構築の際、作成時に選んだ国家以外のカードを混ぜることは出来ないが、ニュートラル(中立)のカードは混ぜることができる。
ゲーム開始時に先攻と後攻がランダムに決定される。先攻に3枚、後攻に4枚のカードが自らのデッキから配られる。その後、任意の枚数の手札を引きなおすことができる。後攻のプレイヤーには＜MEMORY＞カード(一時的にメモリーを1つ増やすスペルカード)が付与され、ソウルが1つ貯まる。
自らのターン開始時に空になったメモリーが回復し、1枚手札が補充される。手札は9枚が保持できる上限であり、溢れた分は自動で捨てられる。デッキを全て引き切ってしまった場合、次回の手札を引くタイミングで敗北となる。
2ターン目までは自動でメモリーが1つ増える。3ターン目からは手札の補充後にリブートフェイズとなり、メモリーをひとつ増やすか手札をもう一枚補充するかを選択する。30秒経過で前者が、メモリー数が上限の場合は後者が自動的に選択される。
リブートフェイズ後はメインフェイズとなり、80秒の行動時間が与えられる。自分の行動が終わったら「TURN END」ボタンを押してターンを終了する。制限時間を越えた場合は強制的にターンが相手に回り、2ターン連続で制限時間を過ぎた場合は敗北となる。

### カードの種類
ユニット
パワー、HPを有するカード。基本的には場に出た次のターンから攻撃可能。
自分の場に最大で7体まで出すことができる。
スペル
使用すると即座に効果を発揮する使い切りのカード。
トラップ
コスト無しで設置できるカード。設置された状態で発動条件を満たされることで自動的に効果が発動する。
相手には設置されているトラップの内容を確認することは出来ない。
自分の場に2枚まで設置しておける。
ウイルス
デッキ構築には使えず、他のカードの効果により手札に加わるトークンカード。手札にある限りデメリット効果が働く。
ウイルスの種類によって異なるデメリット効果を受けるが、コストを支払うことで手札から捨てることができる。

### 特殊な行動
ソウルバースト
基本的に1試合につき1度だけ、メインフェイズに発動できる。起こる効果は国家毎に異なり、ソウルの量に応じて効果が3段階で変動する。
特殊な条件を満たすことでソウル上限が解放され(上限が9から10となる)、4段階目が使用可能となる。
オーバーヒート
1試合につき1度だけ、メインフェイズに発動できる。メモリー残量を無視して強引にユニットを場に出すことができる。
但し、対象ユニットのコスト分だけメモリーの上限が減少してしまう。メモリー上限を越えるユニットはオーバーヒートで出すことが出来ない。
「ユニットカードを場に出す」以外のコストの支払いには使うことが出来ない。